# Lonely (Medina)
Lonely è il secondo singolo estratto dal terzo album della cantante danese Medina, intitolato Welcome to Medina. È stato pubblicato il 3 settembre 2010 dall'etichetta discografica EMI Music. Il singolo è stato prodotto dalla squadra di produttori Providers ed è stato scritto da Medina Valbak, Rasmus Stabell, Jeppe Federspiel e Terri Bjerre.
Il singolo ha raggiunto la ventiseiesima posizione in Germania e la quarantaseiesima in Austria.

## Tracce
CD
1. Lonely - 3:09
2. Lonely (Svenstrup & Vendelboe Remix) - 4:48

Download digitale
1. Lonely - 3:12
2. Lonely (DBN RMX) - 5:19
3. Lonely (Svenstrup & Vendelboe Remix) - 4:50
4. Lonely (Massimo Nocito & Jewelz Remix) - 6:13
5. Lonely (Plastik Funk's Dirty House RMX) - 7:28
6. Lonely (Gooseflesh Remix) - 5:29

## Classifiche
| Classifica (2010) | Posizione massima |
| ----------------- | ----------------- |
| Austria           | 46                |
| Germania          | 26                |